# Meineweh
Meineweh är en kommun och ort i Burgenlandkreis i förbundslandet Sachsen-Anhalt i Tyskland.
Kommunen bildades den 1 januari 2010 genom en sammanslagning av de tidigare kommunerna Meineweh, Pretzsch och Unterkaka i den nya kommunen Anhalt Süd vars namn ändrades till Meineweh den 31 juli 2011
Kommunen ingår i förvaltningsgemenskapen Wethautal tillsammans med kommunerna Mertendorf, Molauer Land, Osterfeld, Schönburg, Stößen och Wethau.